# 行列差分方程式
力学系の理論における行列差分方程式（ぎょうれつさぶんほうていしき、英: matrix difference equation）は、各時点においてベクトルとして与えられている変数に関する系で、各時点の値がそれ以前の時点における変数の値と行列を用いた関係性で結ばれているような差分方程式を言う。
そのような方程式の階数 (order) とは、変数ベクトルの値を指定するために必要となる任意の二時点の間隔の最大値を言う。例えば、x を n 成分列ベクトル、A, B を n-次正方行列として、{\textstyle x_{t}=Ax_{t-1}+Bx_{t-2}} は二階方程式の例ということになる。特にこれは右辺に定ベクトル項を持たないから斉次方程式の例でもある。添字をずらしたり、別の文字を用いたりして {\displaystyle x_{t+2}=Ax_{t+1}+Bx_{t}} や {\textstyle x_{n}=Ax_{n-1}+Bx_{n-2}} のように書いても方程式としては同じものである。
最もよく遭遇する行列差分方程式は、一階のものであろう。

## 一階方程式
特に非斉次の一階方程式を考え、その定常状態について確認しよう。すなわち、定ベクトル b を持つ方程式 {\displaystyle x_{t}=Ax_{t-1}+b} に関して、それが定める系の定常状態 x* とは、それ以降に新たな値を導くことがない状態に到達したベクトル x の値を言う。定義により x* は当該の方程式において {\textstyle x_{t}=x_{t-1}=x^{*}} と置いたものを満足するものでなくてはならず、それを x* に関して解いて {\textstyle x^{*}=(I-A)^{-1}b} を得るが、ここで I − A は可逆であるものと仮定している（ただし、I は n-次単位行列）。
定常状態が存在するとき、上記の非斉次方程式は、{\displaystyle [x_{t}-x^{*}]=A[x_{t-1}-x^{*}]} なる形の斉次方程式に書き直すことができる。この斉次方程式が安定である—すなわち、xt が定常状態 x* に漸近収束する—ための必要十分条件は、（実または複素）変換行列 A の固有値が 1 より小さい絶対値を持つことである。
方程式を斉次形で {\textstyle y_{t}=Ay_{t-1}} と書くことにすれば、よく知られた仕方により、初期条件すなわち y の初期値 y0 から反復適用と置換から直ちに {\displaystyle {\begin{aligned}y_{1}&=Ay_{0},\\y_{2}&=Ay_{1}=AAy_{0}=A^{2}y_{0},\\y_{3}&=Ay_{2}=AA^{2}y_{0}=A^{3}y_{0}\end{aligned}}} のように各項の値は順次求まり、そして t に関する数学的帰納法によって一般に {\textstyle y_{t}=A^{t}y_{0}} が成立することが証明される。さらに A が対角化可能ならば、A はその固有値と固有ベクトルを用いて書けるから、その解は {\displaystyle y_{t}=PD^{t}P^{-1}y_{0}} の形に与えられる。ここに P はその列ベクトルが A の固有ベクトルの全体からなる n-次正方行列（固有値が全て異なると仮定した場合には必ず可逆）であり、D は A の固有値が主対角線上に並ぶ対角行列である。
この解の様子が上記の安定性について得ることを動機づける。すなわち At が十分な時間経過後に零行列となるための必要十分条件は A の任意の固有値が絶対値に関して 1 より小さいことである。

## 一階行列系から高階スカラー系へ
n-次元ベクトルの成す系 {\textstyle y_{t}=Ay_{t-1}} から一つの状態変数、具体的に y1 に関する力学系に展開することができる。上で見た方程式のベクトル解 yt を A の n 個の固有値に関して展開して、それを y1,t と書けば、それは y1 の発展を記述するものであって、それ自身もまた同じ固有値を含む解を持つ。この記述は、直観的には y1 の発展の方程式 {\displaystyle y_{1,t}=a_{1}y_{1,t-1}+a_{2}y_{1,t-2}+\dots +a_{n}y_{1,t-n}} を動機づける。ここに各パラメータ ai は A の固有方程式 {\displaystyle \lambda ^{n}-a_{1}\lambda ^{n-1}-a_{2}\lambda ^{n-2}-\dots -a_{n}\lambda ^{0}=0} の係数である。
すなわち、n-次元一階線型系の変数ベクトルの各成分スカラーは、各々個別の一スカラー変数 n-階差分方程式に従って発展する。そのような一変数方程式の安定性はもとの行列差分方程式の安定性と同じである。

## 高階方程式の解と安定性
高階—すなわち最大の時間間隔が一周期よりも長い—行列方程式も、区分行列に関する一階の形の方程式に変換すれば、解くことができて、それらの安定性を調べることができる。
例えば、n-成分変数ベクトル x と n-次係数行列 A, B を持つ二階方程式 {\textstyle x_{t}=Ax_{t-1}+Bx_{t-2}} は n-次単位行列 I と n-次零行列 O を用いて {\displaystyle {\begin{pmatrix}x_{t}\\x_{t-1}\\\end{pmatrix}}={\begin{pmatrix}A&B\\I&O\\\end{pmatrix}}{\begin{pmatrix}x_{t-1}\\x_{t-2}\end{pmatrix}}} の形にまとめることができる。これを、現在時点とその一つ前の時点における変数をひとまとめにした 2n 成分変数ベクトル zt と 2n-次正方区分行列 L に関する一階方程式と見れば、既にみたように解 {\displaystyle z_{t}=L^{t}z_{0}} が得られるというわけである。ゆえに以前と同じように、このまとめられた方程式、したがってもとの二階方程式が安定となるための必要十分条件として、行列 L の任意の固有値が絶対値に関して 1 より小さいこと、を挙げることができる。